# 近視牙漢魚
近視牙漢魚，為輻鰭魚綱銀漢魚目擬銀漢魚科的其中一種，分布於南美洲巴西南部Tramandai河流域，為亞熱帶淡水魚，體長可達18.7公分，棲息在底中層水域，生活習性不明。